# UEFA Futsal Championship
Il campionato europeo maschile di calcio a 5 (en. UEFA Futsal Championship) è una manifestazione di calcio a 5 che si svolge con cadenza quadriennale e che mette a confronto le migliori nazionali maschili a livello europeo. Il torneo è stato istituito nel 1996 con la denominazione di European Futsal Tournament, prima di assumere quella attuale di UEFA Futsal Championship. La nazionale che vanta il maggior numero di successi è la Spagna, con 7 affermazioni, seguita da Italia e Portogallo con 2.

## Storia
La progressiva crescita del calcio a 5 in Europa spinse la UEFA a istituire un torneo sperimentale riservato alle selezioni nazioni all'inizio del 1996; la manifestazione fu vinta dai padroni di casa della Spagna.
Nel 1999, dopo che tre squadre europee raggiunsero le semifinali ai mondiali spagnoli del 1996, l'organismo europeo decise di varare un vero e proprio campionato europeo, al quale parteciparono sei selezioni: la Spagna, in qualità di Paese organizzatore, le vincitrici dei tre gironi di qualificazione e le due migliori seconde classificate. Le sei squadre vennero automaticamente qualificate al campionato del mondo del 2000 in Guatemala. La finale vide la Spagna campione in carica affrontare la Russia, che si impose ai tiri di rigore; sul gradino più basso del podio si piazzò l'Italia dopo aver battuto per 3-0 i Paesi Bassi.
Nel 2001, in Russia, si consumò la "vendetta" spagnola, con le furie rosse capaci di eliminare in semifinale i padroni di casa (giunti terzi dopo aver battuto l'Italia) e vincere il torneo sconfiggendo l'Ucraina per 2-1 grazie ad un golden goal. Nel 2003, fu la volta dei padroni di casa dell'Italia, che si imposero in finale sull'Ucraina per 1-0. Nel 2005 e nel 2007 la Spagna riuscì nell'impresa di vincere il torneo per due volte consecutive, superando rispettivamente la Russia (2-1) e l'Italia (3-1).
A partire dal 2010 la competizione si allargò a 12 partecipanti; ad avere la meglio fu ancora la Spagna, che si impose per 4-2 sul Portogallo. Nelle edizioni successive si assistette a due successi della Spagna e ad uno dell'Italia. Nel 2018 fu la volta del Portogallo, capace di vincere il suo primo titolo continentale battendo per 3-2, dopo i tempi supplementari, la Spagna campione in carica. L'edizione vinta dai lusitani è stata l'ultima del suo genere: da quella successiva, la manifestazione si è allargata a 16 squadre e inoltre è stata disputata con cadenza quadriennale.

## Edizioni

Il trofeo assegnato sino all'edizione del 2005

Il trofeo assegnato dall'edizione 2007

| Anno | Paese ospitante     | Finale     | Finale                  | Finale        | 3º-4º posto/Semifinaliste | 3º-4º posto/Semifinaliste | 3º-4º posto/Semifinaliste | Squadre |
| Anno | Paese ospitante     | Vincitore  | Risultato               | Secondo posto | Terzo posto               | Risultato                 | Quarto posto              | Squadre |
| ---- | ------------------- | ---------- | ----------------------- | ------------- | ------------------------- | ------------------------- | ------------------------- | ------- |
| 1996 | Spagna              | Spagna     | 5 – 3                   | Russia        | Belgio                    | 3 – 2 (dts)               | Italia                    | 6       |
| 1999 | Spagna              | Russia     | 3 – 3 (dts) 4 – 2 (dtr) | Spagna        | Italia                    | 3 – 0                     | Paesi Bassi               | 8       |
| 2001 | Russia              | Spagna     | 2 – 1 (dts)             | Ucraina       | Russia                    | 2 – 1 (dts)               | Italia                    | 8       |
| 2003 | Italia              | Italia     | 1 – 0                   | Ucraina       | Rep. Ceca Spagna          | Rep. Ceca Spagna          | Rep. Ceca Spagna          | 8       |
| 2005 | Repubblica Ceca     | Spagna     | 2 – 1                   | Russia        | Italia                    | 3 – 1                     | Ucraina                   | 8       |
| 2007 | Portogallo          | Spagna     | 3 – 1                   | Italia        | Russia                    | 3 – 2                     | Portogallo                | 8       |
| 2010 | Ungheria            | Spagna     | 4 – 2                   | Portogallo    | Rep. Ceca                 | 5 – 3                     | Azerbaigian               | 12      |
| 2012 | Croazia             | Spagna     | 3 – 1 (dts)             | Russia        | Italia                    | 3 – 1                     | Croazia                   | 12      |
| 2014 | Belgio              | Italia     | 3 – 1                   | Russia        | Spagna                    | 8 – 4                     | Portogallo                | 12      |
| 2016 | Serbia              | Spagna     | 7 – 3                   | Russia        | Kazakistan                | 5 – 2                     | Serbia                    | 12      |
| 2018 | Slovenia            | Portogallo | 3 – 2 (dts)             | Spagna        | Russia                    | 1 – 0                     | Kazakistan                | 12      |
| 2022 | Paesi Bassi         | Portogallo | 4 – 2                   | Russia        | Spagna                    | 4 – 1                     | Ucraina                   | 16      |
| 2026 | / Lettonia/Lituania |            |                         |               |                           |                           |                           | 16      |

## Medagliere
| Posiz. | Nazione    | Oro | Argento | Bronzo | Totale |
| ------ | ---------- | --- | ------- | ------ | ------ |
| 1      | Spagna     | 7   | 2       | 3      | 12     |
| 2      | Italia     | 2   | 1       | 3      | 6      |
| 3      | Portogallo | 2   | 1       | 0      | 3      |
| 4      | Russia     | 1   | 6       | 3      | 10     |
| 5      | Ucraina    | 0   | 2       | 0      | 2      |
| 6      | Rep. Ceca  | 0   | 0       | 2      | 2      |
| 7      | Belgio     | 0   | 0       | 1      | 1      |
| 7      | Kazakistan | 0   | 0       | 1      | 1      |

## Partecipazioni e prestazioni nelle fasi finali
| Nazionale            | 1996                    | 1999                    | 2001                    | 2003 | 2005 | 2007 | 2010 | 2012 | 2014 | 2016 | 2018 | 2022 | Totale | Vittorie |
| Spagna               | 1ª                      | 2ª                      | 1ª                      | SF   | 1ª   | 1ª   | 1ª   | 1ª   | 3ª   | 1ª   | 2ª   | 3ª   | 12     | 7        |
| Italia               | 4ª                      | 3ª                      | 4ª                      | 1ª   | 3ª   | 2ª   | QF   | 3ª   | 1ª   | QF   | 1T   | 1T   | 12     | 2        |
| Portogallo           | -                       | 1T                      | -                       | 1T   | 1T   | 4ª   | 2ª   | QF   | 4ª   | QF   | 1ª   | 1ª   | 10     | 2        |
| Russia               | 2ª                      | 1ª                      | 3ª                      | 1T   | 2ª   | 3ª   | QF   | 2ª   | 2ª   | 2ª   | 3ª   | 2ª   | 12     | 1        |
| Ucraina              | 5ª                      | -                       | 2ª                      | 2ª   | 4ª   | 1T   | QF   | QF   | QF   | QF   | QF   | 4ª   | 11     | 0        |
| Rep. Ceca            | -                       | -                       | 1T                      | SF   | 1T   | 1T   | 3ª   | 1T   | 1T   | 1T   | -    | -    | 8      | 0        |
| Kazakistan           | Non associato alla UEFA | Non associato alla UEFA | Non associato alla UEFA | -    | -    | -    | -    | -    | -    | 3ª   | 4ª   | QF   | 3      | 0        |
| Belgio               | 3ª                      | 1T                      | -                       | 1T   | -    | -    | 1T   | -    | 1T   | -    | -    | -    | 5      | 0        |
| Jugoslavia/ Serbia   | -                       | 1T                      | -                       | -    | -    | 1T   | QF   | QF   | -    | 4ª   | QF   | 1T   | 7      | 0        |
| Azerbaigian          | -                       | -                       | -                       | -    | -    | -    | 4ª   | 1T   | 1T   | QF   | QF   | 1T   | 6      | 0        |
| Paesi Bassi          | 6ª                      | 4ª                      | 1T                      | -    | 1T   | -    | -    | -    | 1T   | -    | -    | 1T   | 6      | 0        |
| Croazia              | -                       | 1T                      | 1T                      | -    | -    | -    | -    | 4ª   | QF   | 1T   | -    | 1T   | 6      | 0        |
| Slovenia             | -                       | -                       | -                       | 1T   | -    | -    | 1T   | 1T   | QF   | 1T   | QF   | 1T   | 7      | 0        |
| Romania              | -                       | -                       | -                       | -    | -    | 1T   | -    | QF   | QF   | -    | 1T   | -    | 4      | 0        |
| Finlandia            | -                       | -                       | -                       | -    | -    | -    | -    | -    | -    | -    | -    | QF   | 1      | 0        |
| Georgia              | -                       | -                       | -                       | -    | -    | -    | -    | -    | -    | -    | -    | QF   | 1      | 0        |
| Slovacchia           | -                       | -                       | -                       | -    | -    | -    | -    | -    | -    | -    | -    | QF   | 1      | 0        |
| Polonia              | -                       | -                       | 1T                      | -    | -    | -    | -    | -    | -    | -    | 1T   | 1T   | 3      | 0        |
| Ungheria             | -                       | -                       | -                       | -    | 1T   | -    | 1T   | -    | -    | 1T   | -    | -    | 3      | 0        |
| Bielorussia          | -                       | -                       | -                       | -    | -    | -    | 1T   | -    | -    | -    | -    | -    | 1      | 0        |
| Turchia              | -                       | -                       | -                       | -    | -    | -    | -    | 1T   | -    | -    | -    | -    | 1      | 0        |
| Francia              | -                       | -                       | -                       | -    | -    | -    | -    | -    | -    | -    | 1T   | -    | 1      | 0        |
| Bosnia ed Erzegovina | -                       | -                       | -                       | -    | -    | -    | -    | -    | -    | -    | -    | 1T   | 1      | 0        |

1T: eliminata al primo turno.

QF: eliminata ai quarti di finale.

SF: eliminata in semifinale.

Q: qualificata.

-: non qualificata o non presente.

In grassetto la squadra vincitrice.

In corsivo la squadra ospitante.

## Statistiche

### Classifica perpetua
Aggiornata all'edizione 2018
| Pos. | Squadra     | Presenze | G  | V  | N  | P  | GF  | GS  | Diff. | Pti |
| ---- | ----------- | -------- | -- | -- | -- | -- | --- | --- | ----- | --- |
| 1    | Spagna      | 11       | 53 | 39 | 10 | 5  | 201 | 86  | +115  | 127 |
| 2    | Italia      | 11       | 47 | 29 | 7  | 11 | 130 | 78  | +52   | 94  |
| 3    | Russia      | 11       | 50 | 29 | 7  | 14 | 154 | 105 | +49   | 94  |
| 4    | Portogallo  | 9        | 35 | 15 | 7  | 13 | 105 | 95  | +10   | 52  |
| 5    | Ucraina     | 10       | 36 | 12 | 6  | 18 | 92  | 96  | –4    | 43  |
| 6    | Serbia      | 6        | 20 | 7  | 5  | 8  | 48  | 54  | –6    | 26  |
| 7    | Rep. Ceca   | 8        | 24 | 5  | 3  | 16 | 64  | 110 | –46   | 18  |
| 8    | Kazakistan  | 2        | 10 | 5  | 2  | 3  | 32  | 22  | +10   | 17  |
| 9    | Azerbaigian | 5        | 15 | 5  | 2  | 8  | 48  | 65  | –17   | 17  |
| 10   | Croazia     | 5        | 15 | 4  | 4  | 7  | 31  | 47  | –16   | 16  |
| 11   | Romania     | 4        | 11 | 3  | 0  | 8  | 25  | 40  | –15   | 9   |
| 12   | Belgio      | 5        | 14 | 2  | 3  | 9  | 17  | 42  | –25   | 9   |
| 13   | Paesi Bassi | 5        | 16 | 2  | 3  | 11 | 33  | 62  | –29   | 9   |
| 14   | Slovenia    | 6        | 15 | 2  | 1  | 12 | 29  | 60  | –31   | 7   |
| 15   | Francia     | 1        | 2  | 0  | 1  | 1  | 7   | 9   | –2    | 1   |
| 16   | Bielorussia | 1        | 2  | 0  | 1  | 1  | 6   | 14  | –8    | 1   |
| 17   | Polonia     | 2        | 5  | 0  | 1  | 4  | 8   | 24  | –16   | 1   |
| 18   | Turchia     | 1        | 2  | 0  | 0  | 2  | 1   | 8   | –7    | 0   |
| 19   | Ungheria    | 3        | 7  | 0  | 0  | 7  | 16  | 36  | –20   | 0   |

### Capocannonieri delle singole edizioni
Aggiornato all'edizione 2022
| Edizione | Fase finale                                                         | Reti | Totale                                  | Reti |
| -------- | ------------------------------------------------------------------- | ---- | --------------------------------------- | ---- |
| 1996     | Konstantin Erëmenko                                                 | 8    | Konstantin Erëmenko                     | 23   |
| 1999     | Konstantin Erëmenko                                                 | 11   | Konstantin Erëmenko                     | 20   |
| 2001     | Serhij Koridze                                                      | 7    | Serhij Koridze                          | 13   |
| 2003     | Serhij Koridze                                                      | 7    | Serhij Koridze                          | 17   |
| 2005     | Fernando Grana                                                      | 6    | Edwin Grünholz                          | 10   |
| 2007     | Cirilo Daniel Predrag Rajić                                         | 5    | Cihan Özcan                             | 15   |
| 2010     | Saad Assis Biro Jade Javier Rodríguez Joel Queirós                  | 5    | Clayton Baptistella Joel Queirós        | 10   |
| 2012     | Jordi Torrás Dario Marinović                                        | 5    | Cihan Özcan Darko Rangotov              | 8    |
| 2014     | Éder Lima                                                           | 8    | Kristjan Čujec Sergio Lozano            | 9    |
| 2016     | Serik Jamanqulov Ricardinho Alejandro Yepes Miguelín Mario Rivillos | 8    | Ricardinho                              | 11   |
| 2018     | Ricardinho                                                          | 7    | Bruno Coelho                            | 11   |
| 2022     | Birjan Orazov                                                       | 7    | Archil Sebiskveradze Germans Matjušenko | 10   |

### Record
Aggiornato all'edizione 2022

#### Giocatori
- Giocatore con più presenze: Carlos Ortiz, 35 (fase finale), 55 partite (totale).
- Giocatore più anziano: Andrej Tverjankin, 44 anni e 334 giorni (Azerbaigian-Serbia, 3 febbraio 2012; fase finale).
- Giocatore più giovane: Dennis Berthod, 18 anni 173 giorni (Italia-Finlandia, 20 gennaio 2022; fase finale).
- Maggior numero di reti in assoluto: Ricardinho, 22 reti (fase finale); Konstantin Erëmenko, 44 reti (totale).
- Maggior numero di reti in una singola edizione: Konstantin Erëmenko, 11 reti (1999).
- Maggior numero di reti in una partita: Serhij Koridze, 5 reti (Portogallo-Ucraina del 18 febbraio 2003; fase finale).
- Marcatore più anziano: Mićo Martić, 36 anni e 364 giorni (Polonia-Croazia, 22 febbraio 2001; fase finale).
- Marcatore più giovane: Adriano Foglia, 19 anni e 303 giorni (Russia-Italia, 22 febbraio 2001; fase finale).
- Marcatore più veloce: Felipe, 0'08'' (Azerbaigian-Serbia, 3 febbraio 2012; fase finale).

#### Partite
- Partita con più reti: Azerbaigian-Serbia 8-9 (3 febbraio 2012; fase finale).
- Vittoria più ampia: Spagna-Bielorussia 9-1 (20 gennaio 2010; fase finale); Georgia-Spagna 0-8 (29 gennaio 2022; fase finale)
- Partita con più pubblico: 14.300 spettatori (Croazia-Russia 2-4, 9 febbraio 2012; fase finale)

## Rose vincitrici
Spagna - Campionato europeo di calcio a 5 19961 Jesús Clavería, 2 Julio García, 3 Javier Limones, 4 Fran Torres, 5 Vicentín, 6 Santa, 7 Pato, 8 Lorente, 9 Javier Sánchez, 10 Paulo Roberto, 11 Antonio Adeva, 12 Juanjo Barragán, CT: Javier Lozano
 Russia - Campionato europeo di calcio a 5 19991 Oleg Denisov, 2 Konstantin Erëmenko, 3 Denis Agafonov, 4 Aleksandr Verižnikov, 5 Temur Alekberov, 6 Marat Abjanov, 7 Michail Markin, 8 Dmitrij Gorin, 9 Vadim Jašin, 10 Arkadij Belyj, 11 Dmitrij Čugunov, 12 Il'ja Samochin, 13 Vladimir Grigor'ev, 14 Andrej Tkačuk, CT: Michail Bondarev
 Spagna - Campionato europeo di calcio a 5 20011 Jesús Clavería, 2 Guillermo Martín, 3 Luis Amado, 4 Antonio Adeva, 5 Kike Boned, 6 Julio García, 7 Javier Orol, 8 Daniel, 9 Javier Rodríguez, 10 Alberto Riquer, 11 Paulo Roberto, 12 Joan Linares, 13 Santiago Herrera, 14 Javier Sánchez, CT: Javier Lozano
 Italia - Campionato europeo di calcio a 5 20031 Gianfranco Angelini, 2 Fernando Grana, 3 Daverson Franzoi, 4 Carlos Montovaneli, 5 Salvatore Zaffiro, 6 Edgar Bertoni, 7 Vinícius Bacaro, 8 André Vicentini, 9 Luca Ippoliti, 10 Adriano Foglia, 11 Eduardo Morgado, 12 Marco Ripesi, 13 Rodrigo Bertoni, 14 Márcio Moratelli, CT: Alessandro Nuccorini
 Spagna - Campionato europeo di calcio a 5 20051 Luis Amado, 2 Julio García, 3 Jordi Torrás, 4 Francisco Serrejón, 5 Javier Orol, 6 Marcelo, 7 Javier Rodríguez, 8 Kike Boned, 9 Andreu Linares, 10 Javier Limones, 11 Alberto Cogorro, 12 Rafael Fernández, 13 Paco Sedano, 14 Daniel, CT: Javier Lozano
 Spagna - Campionato europeo di calcio a 5 20071 Luis Amado, 2 Carlos Ortiz, 3 Javier Eseverri, 4 Jordi Torrás, 5 Juan Ignacio Werner, 6 Álvaro Aparicio, 7 Javier Rodríguez, 8 Kike Boned, 9 Andreu Linares, 10 Borja Blanco, 11 Marcelo, 12 Juanjo Angosto, 13 Cristian Domínguez, 14 Daniel, CT: Venancio López
 Spagna - Campionato europeo di calcio a 5 20101 Luis Amado, 2 Carlos Ortiz, 3 Javier Eseverri, 4 Jordi Torrás, 5 Fernandão, 6 Álvaro Aparicio, 7 Javier Rodríguez, 8 Kike Boned, 9 Juanra Calvo, 10 Borja Blanco, 11 Lin, 12 Juanjo Angosto, 13 Cristian Domínguez, 14 Daniel, CT: Venancio López
 Spagna - Campionato europeo di calcio a 5 20121 Luis Amado, 2 Carlos Ortiz, 3 Sergio Lozano, 4 Jordi Torrás, 6 Álvaro Aparicio, 8 Kike Boned, 9 Rafael Usín, 10 Borja Blanco, 11 Lin, 12 Juanjo Angosto, 13 Cristian Domínguez, 14 Alemão, 15 Miguelín, 16 Jesús Aicardo, CT: Venancio López
 Italia - Campionato europeo di calcio a 5 20141 Stefano Mammarella, 2 Marco Ercolessi, 3 Gabriel Lima, 4 Sergio Romano, 5 Luca Leggiero, 6 Humberto Honorio, 7 Massimo De Luca, 8 Vampeta, 9 Rodolfo Fortino, 10 Alex Merlim, 11 Saad Assis, 12 Michele Miarelli, 13 Daniel Giasson, 14 Murilo Ferreira, CT: Roberto Menichelli
 Spagna - Campionato europeo di calcio a 5 20161 Paco Sedano, 2 Carlos Ortiz, 3 José Ruiz, 4 Mario Rivillos, 5 Bebe, 6 Rafael Usín, 7 Pola, 8 Lin, 9 Álex Yepes, 10 Andrés Alcántara, 11 Miguelín, 12 Juanjo Angosto, 13 Jesús Herrero, 14 Raúl Campos, CT: Venancio López
 Portogallo - Campionato europeo di calcio a 5 20181 Bebé, 2 André Coelho, 3 Tunha, 4 Nílson Miguel, 5 Fábio Cecílio, 6 Pedro Cary, 7 Bruno Coelho, 8 Márcio Moreira, 9 João Matos, 10 Ricardinho, 11 Pany Varela, 12 André Sousa, 13 Tiago Brito, 14 Vítor Hugo, CT: Jorge Braz
 Portogallo - Campionato europeo di calcio a 5 20221 André Sousa, 2 André Coelho, 3 Tomás Paçó, 4 Afonso Jesus, 5 Fábio Cecílio, 6 Zicky Té, 7 Miguel Ângelo, 8 Erick Mendonça, 9 João Matos, 10 Bruno Coelho, 11 Pany Varela, 12 Bebé/Eduardo Sousa, 13 Tiago Brito, 14 Pauleta, CT: Jorge Braz